# Farming Simulator
Farming Simulator (hedder Landwirtschafts-Simulator i Schweiz og Tyskland og Traktor Zetor Simulátor i Tjekkiet) er navnet på en tjekkisk-tysk-schweizisk serie af 3D-landbrugssimulationsspil. De fortidige spiludgivere udgav 14. april 2008 det såkaldte Farming Simulator 2008, som er det første computerspil, GIANTS har udviklet; ergo er det også det første spil i serien. Spillene blev produceret af den svenske spilproducent Wendros fra 2008 til 2012. Farming Simulator er imidlertid de eneste spil af GIANTS, der har udviklet sig til en "serie" af spil.

## Om spillet
Spillet finder sted på en unavngivet ø, omgivet af land. Spillene har en landsby beliggende på et sted på øen. I spillet har man kontrol over en ung landmand, og man skal passe markerne. I Farming Simulator 2011 skal spilleren passe landmandens køer, og høns og får i FS 2013, ved at fodre dem med græs, og halm og hø i FS 2013, og malke dem i malkemaskinen, og derpå sælge det til det lokale mejeri af en lastbil, der kommer jævnligt til køernes eng. Afgrøderne er som standard i de nyeste spil, hvede, raps, byg, majs, kartofler og sukkerroe, hvorpå FS 2008 kun har hvede som den eneste standard. I begyndelsen af spillet kører man med landbrugsmaskiner- og redskaber fra omkring 1970'erne indeholdende traktor, mejetærsker, kultivator, såmaskine, sprøjte, tipvogn og plov. I 2009-versionen og opefter, kan spilleren købe nyere landbrugsmaskiner og redskaber hos den lokale maskinhandler. For at tjene penge, kræver det bl.a at man sælger korn, f.eks. på havnen. Salgsstederne er varierende i alle spillene. Landbrugsmaskinerne- og redskaberne er bl.a. af mærkerne Fendt, Deutz-Fahr, New Holland, KRONE, Lizard, HORSCH, Krampe, Amazone, Arcusin, Pöttinger og Vogel & Noot, hvorpå FS 2013 har mere end 20 fabrikanter. Alle traktorerne fra Deutz-Fahr er baseret på dem i Ski Region Simulator 2012. Med FS 14 får man antallet af maskiner og redskaber 'fordoblet' med alle tingene, der kom med i Titanium Edition.

## Lizard
Lizard er et fiktivt mærke der fremstiller diverse køretøjer, hvor det i samtlige spil i Farming Simulator er baseret på virkelige maskiner. Traktoren er baseret på en John Deere (ukendt model). Mejetærskeren er baseret på en New Holland Clayson. Kultivatoren baseret på en Lemken (ukendt model). Lizard medvirker desuden også i Ski Region Simulator 2012.

## Mods
Det er også muligt at downloade nye maskiner og redskaber
(spilmodifikationer) til spillet. I Farming Simulator 2009, Farming Simulator 2011 og Farming Simulator 2013 er der dog også maps og mange andre slags mods der er tilgængelige at downloade og mange flere mod hjemmesider der understøtter versionerne.

### FS Mod-Contest
Navnet på Farming Simulators mod konkurrence, som er skabt af GIANTS Software. Konkurrencen bruges til at vise verden sine egne FS mods, og til at vurdére dem. Konkurrencen er blevet holdt for FS 2008, FS 2009/Gold Edition, FS 2011 og FS 2013.

### Fs-uk.com
Fs-uk.com, eller bare FS-UK, er en engelsk fanside til Farming Simulator, og er spillets største community. FS-UK er en del af mod hjemmeside kollektionen til Sim-UK. Hjemmesiden blev åbnet første gang juni 2009 af Russell Peterson. Han er kendt som sit brugernavn "Russ" på FS-UK, og er en af administratorene. FS-UK understøtter kun 2009-versionen, Gold Edition, 2011-versionen og 2013-versionen af FS dvs. at man ikke kan hente mods til andre Farming Simulator-spil. Udover mods, er der også et gallery og et forum, med forskellige emner. Det er også blevet tilgængeligt at hente mods på siden, uden bruger-krav. Der er nu over 150,000 brugere registreret, og over 10000 mods tilgængelige på siden, som opsummeringen viser . Hjemmesiden hed egentlig ls-uk.info fra 2009 til 2012, og navnet tilsvarende LS-UK.

#### Officielle Mod Teams
- SamN Modding
- Modhub Partners
- Modding Society
- Eifok Team
- Modcontest 2011 (gengivet)
- SCR Modding
- FS-UK Modteam
- BJR Modding
- FMC Modding
- Freelance Modding Crew
- NI Modding

### Vaskbar
Vaskbar (engelsk: washable) er et script der er lavet i nogle mods, der fungerer på den måde at maskinen/redskabet bliver snavset efter en bestemt tidsplan. Rensning af maskinen/redskabet benyttes i midlertidigt med dette mod i FS 2011.

### Courseplay
Courseplay er et mod, der er beregnet til at oprette automatiske bestemte ruter som køres automatisk af den pågældende 'Courseplay kompatible' traktor. Kun få traktor-mods er Courseplay kompatibel.

### AP
AP (forkortelse for autopilot) er et script i nogle mods (maskiner), hvor den pågældende maskine kontrolleres til at udføre en ønsket opgave. Med denne funktion, er det ikke muligt at køretøjet kører skævt på bakkede områder. Arbejdsbredden kan kontrolleres, så køretøjet kun køre på bestemte arealer på den pågældende mark.

### Reflektionsscript
Reflektionsscriptet er et script lavet i nogle mods, der laver reflektioner på det pågældende køretøj eller redskab. Scriptet blev første gang brugt af en bruger navngivet brugernavn "RealFarmerTom", medlem af FS-UK. Han er kendt for sin guide for reflektionsscriptet, der blev uploaded på FS-UK 1. januar 2011. 

### Maps med nye afgrøder
Nogle maps til FS indeholder nye afgrøder. Afgrøderne kræver dog nogle bestemte slags mods til høst.

### Penge Mod
Penge mods fungerer ved, at spilleren får et antal penge for hver gang han/hun gør en bestemt handling. Det kan f.eks. udføres vha. snydekoder. Der findes også guides til version 2011 til, hvordan spilleren selv kan ændre værdien af sine penge i spillet vha. en xml fil.

### AutoQuad og AutoQuad PLUS™
AutoQuad (forkortet AQ) og AutoQuad PLUS™ er automatiske gearkasser brugt i et begrænset antal mods (traktorer). I virkeligheden er de dedikeret af John Deere, selvom nogle andre traktormærker bruger det i FS.

## Multiplayer
I 2011- og 2013-versionen er det nu også muligt at spille multiplayer over LAN (lokal netværk). Der er 2 valgmuligheder i multiplayer sektionen – Opret forbindelse til spil – Og opret spil; man kan vælge max spillere op til 16 (10 fra FS 2011 til FS 2013 patch 2.0.0.9 ). I Opret forbindelse til spil-sektionen er der 3 servere – International – Continental Europe – og Deutschland. I disse 3 servere er der forskellige spil. Det er også muligt at lave password til et MP spil. De fleste mods til spillene er MP ready dvs. de kan medvirkes i MP spillet.

## ProFarm
ProFarm er et add-on til Farming Simulator med nyt map og nye maskiner (New Holland, Fliegl og Väderstad). ProFarm finder sted på et map kaldet "Riverside". ProFarm gør spillet mere realistisk. Maskinerne er lavet i samarbejde med deres originale producenter. For at ProFarm kan køre, kræver det FS samt internetforbindelse. Spillet blev udgivet d. 19. august 2011, og er udelukkende til salg i Europa.

## Traktor Zetor Simulátor
Traktor Zetor Simulátor (eller Traktor Zetor Simulátor 2009) er en anden version af Farming Simulator 2009. Her er maskinerne blevet erstattet med dem fra det tjekkiske landbrugsmærke Zetor. Det er kun tilgængelig for køb i Tjekkiet, hvor det også er sat som afløser for Farming Simulator. Spillene bliver udviklet af Traktorzetor og udgivet af det nu nedlagte US Action.

## "Best Simulation"
Den 7. december 2011 vandt Farming Simulator prisen "Best Simulation," som var en af priskategorierne til prisen "The 2011 German Developer".